# Contea di Delaware (Iowa)
La contea di Delaware (in inglese Delaware County) è una contea dello Stato dell'Iowa, negli Stati Uniti. La popolazione al censimento del 2020 era di 17 488 abitanti. Il capoluogo di contea è Manchester.
Confina a ovest con la Contea di Buchanan, a nord con la Contea di Clayton, a est con la Contea di Dubuque, a nord ovest con la Contea di Fayette, a sud est con la Contea di Jones e infine a sud ovest con la Contea di Linn a sud ovest.
La contea e per 1500 km 2 terra ferma mentre le acque rappresentano solo lo 0,2% dell' territorio, cioè 3 km 2.